# Конотопський міський краєзнавчий музей імені О. М. Лазаревського
Коното́пський міськи́й краєзна́вчий музе́й і́мені О. М. Лазаре́вського — міський краєзнавчий музей у місті Конотопі, Сумської області, Україна. Один з найдавніших і найбагатших музеїв Сумщини. Має цінні зібрання матеріалів і предметів з природи, археології, історії, етнографії міста і регіону. Осередок культурно-просвітницької діяльності, комунальний заклад культури Конотопа. Названий на честь історика Олександра Матвійовича Лазаревського, що стояв біля витоків конотопського краєзнавства.

## Загальні дані
Конотопський краєзнавчий музей розміщений у спеціально зведеній на початку 1970-х років одноповерховій будівлі поряд із середмістям. У музеї 9 експозиційних залів, з яких 2  — для змінних виставок і презентацій. Відвідувачі мають можливість придбати різноманітні сувеніри, зокрема з видами і символікою Конотопа.
Музей працює щодня, з 8.00 до 17.00.
У структуру Конотопського міського краєзнавчого музею імені О. М. Лазаревського входять дві відділи:
- музей-садиба генерала М. І. Драгомирова (вул. Драгомирова, 18);
- Конотопський музей авіації (1-й пров. вул. Рябошапка, 1/1).

## Історія

### Заснування

Портрет О. М. Лазаревського роботи Г. Г. Яременка в музеї

Наприкінці XIX століття у Конотопі місцеві земство й управа вперше почали займатися створенням музею історії міста. 1899 року спеціальна комісія обрала своїм членом історика, відомого дослідженнями Лівобережної України О. М. Лазаревського, на той час гласного Конотопської думи. За його проєктом сесія Земського зібрання доручила управі опрацювати документ, який ініціював створення при конотопському земстві історичного музею та архіву. У 1-й половині 1900 року проєкт Конотопського повітового земського історичного музею надрукував часопис «Киевская старина», згідно з яким у музей мали увійти не лише історичні пам'ятки, але й мистецькі твори: ікони, картини, вироби декоративно-ужиткового мистецтва.
На початку вересня того ж (1900) року земське зібрання схвалило проєкт, відтак 26 вересня 1900 року в одній із кімнат земського будинку був відкритий перший конотопський музей. Обов'язки завідувача закладу конотопське земство поклало на Н. П. Кандибу.
Суттєвий внесок у створення експозиції першого конотопського музею зробив сам О. М. Лазаревський, який подарував перші експонати — твори живопису, старовинну зброю, рукописи. Співзасновником Конотопського музею можна також вважати й відомого бібліографа та філософа, член-кореспондента Російської академії наук С. І. Пономарьова, адже він пожертвував земству свою бібліотеку, яка започаткувала бібліотечний фонд Конотопського історичного музею.
Розвитком музейної справи на Конотопщині опікувалися і такі відомі особистості, як місцевий суддя М. І. Фененко, який звертався до земських діячів, поміщиків та місцевої інтелігенції з проханням дарувати музею речі, книги, картини, та російський бібліограф С. Р. Мінцлов, який просив підтримати ініціативу конотопського земства щодо створення музею.
Однак етап розвитку музею в Конотопі був перерваний після смерті в 1902 році історика О. М. Лазаревського. Хоча і після його смерті краєзнавча справа продовжувалась — місцеві викладачі історії збирали спогади довгожителів, бували на екскурсіях з учнями у великих містах, знаходили фотокартки видів Конотопа, а науковці Чернігівської архівної комісії досліджували минуле Конотопа. Відтак, у 1910 році багато цінних речей з колишнього Конотопського музею було передано у Чернігівський історичний музей.

### 1920—1943
Лише в 1920 році справа музею в Конотопі потроху відновилася — завідувачем закладу став молодий художник і педагог М. Г. Вайнштейн. Саме в цей період після закінчення громадянської війни небайдужі громадяни звозили до музею залишки недограбованих приватних колекцій поміщиків.
Оновлення і поповнення фондів набирало широких масштабів і поступово Конотопський музей став одним з найкращих музеїв на Чернігівщині (тоді Конотоп входив до складу Чернігівської області). Зокрема, архівні джерела вказують на дуже плідний етап роботи в 1923 році. Серед тогочасних надходжень: літературні збірки Рачинського з Рубанського музею, предмети старовини з Крупицького монастиря, археологічні знахідки з Осечі та Обмачева, експонати, пов'язані з іменами М. П. Драгомирова, Т. Г. Шевченка та родиною Лазаревських тощо; надходять з різних місць краю ікони, старовинні зброя, монети, речі, котрі стосуються історії Конотопа, колекція комах. Музей також придбав рукописи військового відомства 1875 року стосовно варварського ставлення царського уряду до палацу К. Розумовського в Батурині. Проводилась розгалужена облікова робота з пам'яток історії та культури на Чернігівщині, формувався також бібліотечний фонд — туди внесли за каталогом близько 2 тисяч книг з бібліотеки С. І. Пономарьова, а через 2 роки музейна бібліотека нараховувала вже близько 6 тисяч примірників.
Успішна трирічна робота дала змогу створити музейні відділи, і 4 травня 1923 року заклад був відкритий як Конотопський історичний музей. Відомо, що невдовзі після цього музею було присвоєно ім'я О. М. Лазаревського, однак пізніше музейний заклад працював уже як музей імені Луначарського. Про популярність музею у місті свідчить той факт, що лише за період з квітня 1923 року по квітень 1928 року Конотопський історичний музей відвідало понад 16 тисяч мешканців міста. Тодішній музей мав відділи та підвідділи: доісторичної та історичної археології, історії революції, музейні експонати охоплювали не тільки місцеве, округове, а й позамісцеве значення.
У 1925 році в музеї був утворений художній відділ за рахунок поповнення фондів творами відомого митця М. М. Ге, що надійшли з Борзнянського музею, заснованого художником А. Г. Лазарчуком.
У середині 1920-х років Конотопський історичний музей налічував до 6 тисяч експонатів. У 1926—1927 роках головних відділів було 3: історичний (з секціями археології та нумізматики, історично-побутовою, історії революційного руху), художній (з секціями художньою і церковної старовини та іконографії), природничий; музейна бібліотека нараховувала 13 тисяч примірників. 1926 року при музеї був організований краєзнавчий гурток, який з наступного (1927) року перетворився на Конотопське округове товариство краєзнавства. Також були організовані наукова рада музею, округова комісія з охорони пам'яток культури та природи, науковий кабінет для об'єднання краєзнавчої роботи, гурток місцевих художників.
Протягом 1928—1930 років музей зріс втричі і мав уже понад 10 тисяч експонатів. На 1 серпня 1930 року музей відвідало 2600 осіб. Робота Конотопського історичного музею з охорони пам'яток краю та їхнього збереження була визнана Укрнаукою зразковою.
У цей період не лише поповнюється музейний фонд експонатами, а й визначається основний профіль музею та змінюється його місце розташування. Так з 1923 року музей працював як історичний і містився у кімнатах колишнього Гоголівського училища. 1924 року заклад займав декілька кімнат колишньої школи Горового, потім працював у будівлі колишньої земської управи на вулиці Виконкомівській, 21. 1929 року під музей було виділено частину Троїцької церкви Успення Пресвятої Богородиці.
З 1934 року музей у Конотопі почав працювати як історико-краєзнавчий.
Отже, у плеяду особистостей, небайдужих до історичної спадщини, які сприяли наступному етапу відродження музейної справи в Конотопі, увійшли керівники музею довоєнного часу М. Г. Вайнштейн, О. Ц. Поплавський, О. Малиношевський, Кривошея, Свириденко. У період сталінських репресій було репресовано директорів Конотопського округового музею О. Поплавського та О. Малиношевського.
Період функціонування музею в Конотопі в останні передвоєнні роки, під час Німецько-радянської війни залишається маловивченим, фактично нез'ясованим. Але фактом є те, що музей діяв і в роки німецької окупації — тодішнім директором був Заболотний; відомо також те, що при відступі німців музей був пограбований.

### 1943—1991
Після визволення Конотопа від окупаційних німецьких військ музей відновив роботу, і вже 10 вересня 1943 року його очолив новий директор — О. О. Францкевич. Однак і про період функціонування закладу в 1943—1948 роках мало відомо, оскільки практично не залишилось документів, які відображали б тогочасну роботу музею. Під керівництвом О. О. Францкевича здійснювався ремонт музейного приміщення, збір експонатів та поповнення музейного фонду до 1950 року, відколи музей став краєзнавчим.
Відновлювати славу Конотопського музею як значного культурно-краєзнавчого осередку взялися І. Б. Москальов, який майже 30 років (до 1977 року) очолював музей, та його найближчий помічник Я. Б. Зільберштейн. У повоєнні десятиліття, зокрема, вдалося зібрати понад 10 000 експонатів. На їхній основі створили повноцінну експозицію з 3-х відділів: природи, історії краю дорадянського і радянського періодів. Уперше було відтворено історію виникнення та розвитку міста Конотопа, показано зв'язки видатних діячів різних сфер діяльності з Конотопщиною. З 1954 року музей мав 8 експозиційно-екскурсійних залів, 3 відділи. У приміщенні музею постійно проводились зустрічі з видатними людьми краю (наприклад, у 1968 році таких зустрічей було проведено 39). Пам'ятні місця Конотопщини стали об'єктами екскурсійної роботи, велося активне листування з іншими закладами краєзнавства, як УРСР, так і розташованих поза республікою. Ці різноманітні напрямки історико-краєзнавчої роботи музею вирішувалися паралельно з побутово-господарськими питаннями — було встановлено електричне та центральне опалення.
За досягнення у краєзнавчій роботі Конотопський музей було нагороджено дипломами Мінкульту СРСР, занесено на міську Дошку Пошани. Працівниками музею були підготовлені путівники по місту та музею, що вийшли друком у 1969—1970 роках.
За директора музею І. Б. Москальова, ветерана війни, історика і краєзнавця, було збудовано нове спеціалізоване приміщення Конотопського краєзнавчого музею на вулиці Садовій, 2, де він міститься з березня 1973 року і дотепер. Загальна площа музейного приміщення становила 472 м², а площа 10-ти експозиційних залів — 272 м², новий будинок музею мав загальну площу 702 м² та 11 експозиційних залів площею 467,7 м² (загалом 517 м²).
У 1970-х роках вже в новому приміщенні відкрився новий музейний відділ — живопису. Цінний подарунок для нього — (гравюри) — надіслав В. Х. Масик, член Спілки художників України, уродженець Конотопа. Кількість фондоодиниць у цей час збільшилась до 12 тисяч, бібліотека музею нараховувала понад 6 тисяч томів. Науковий архів був невеликим, існувала окрема фототека з усіх періодів історії.
Наступними (після 1977 року) директорами Конотопського краєзнавчого музею були Н. І. Смоліна та Н. М. Шувалова, що також зробили свій важливий внесок у розвиток музейного закладу і музейної справи на Конотопщині.

### Після 1991
Із проголошенням незалежності України (1991) в Конотопському краєзнавчому музеї неминуче постало питання із частковою реекспозицією — у 1990-ті роки було організовано нову постійну виставку «Наші духовні обереги», було віддано шану тим подіям національної історії та її особистостям, чиї імена лише поверталися до культурної спадщини України після років замовчувань або фальсифікацій у радянський час. Так експозиція відділу історичного минулого була доповнена схемою Конотопської битви 1659 року, портретами І. Виговського та Г. Гуляницького, в одному із залів були розміщені планшети з матеріалами про засновників музею О. M. Лазаревського та С. І. Пономарьова.

Матеріали археологічної експедиції 1997—99 років у музеї

У 2-й половині 1990-х років (1997—1999) у Конотопі працювала археологічна експедиція, відтак до місцевого краєзнавчого музею надійшли деякі цінні експонати періоду Київської Русі та козацьких часів (XVII—XVIII ст.).
Попри економічні негаразди 1990-х років, музей у Конотопі продовжував існувати як краєзнавчий осередок, просвітницький (насамперед, для школярів) центр. Так за перше півріччя 1998 року в музеї побувало понад 5 тисяч відвідувачів, було проведено понад 200 екскурсій, науковими працівниками прочитано близько 40 лекцій, відкрито майже 20 виставок, з них декілька пересувних, проведено 10 різнопланових масових заходів.
Визначною подією в історії музею й Конотопа в 2000 році стало відзначення 100-літнього ювілею з дня заснування місцевого історико-краєзнавчого осередку — першого міського музею. Саме відтоді (з 2000 року) Конотопському краєзнавчому музеєві повернуто ім'я його засновника — О. М. Лазаревського. А 21 червня 2004 року на фасаді приміщення музею біля входу була встановлена меморіальна дошка на честь О. М. Лазаревського.
У 2000-х роках тривала реекспозиція у Конотопському міському краєзнавчому музеї імені О. М. Лазаревського — цілих 2 зали було відведено під етнографічне наповнення, причому одна з них узагалі дістала назву «Конотопська відьма в образах», апелюючи до однойменної повісті Григорія Квітки-Основ'яненка, що у такий спосіб прославив місто. На жаль, оформлення експозиції в Конотопському краєзнавчому музеї, як часто і в інших українських музеях, не уникнуло певної політизації. Так за президентства Віктора Ющенка (2005—2010 роки) експонатне наповнення відразу 2 залів було присвячено козацькому минулому і, насамперед, Конотопській битві (1659), тоді ж у ще одній залі оформлено спеціальну експозицію на тему Голодомору в Україні 1932—33 років. Зокрема, до 350-річчя Конотопської битви (2009) в музеї було урочисто відкрито нову експозиційну залу Оборона Конотопа. Конотопська битва 1659 року. Проте станом на червень 2011 року (півтора року при владі 4-го Президента України Віктора Януковича) експозицію з цієї зали майже повністю демонтовано, а її перетворено на залу тимчасових виставок — творів місцевих і заїжджих митців, дитячих малюнків тощо.

Музей-садиба М. І. Драгомирова

У 2000-ні роки також здійснювались часткові ремонти приміщення музею, але головними подіями місцевого культурного життя стало відкриття у 2007—2008 роках відразу 2 відділів Конотопського краєзнавчого музею. Так у 2007 році був відкритий музей-садиба генерала М. І. Драгомирова, що розмістився у декількох кімнатах відреставрованого будинку колишньої садиби генерала М. І. Драгомирова, 2008 року було відкрито Конотопський музей авіації, який є одним з 6 унікальних музеїв авіації в Україні.
Керували в 1990—2000-х роках Конотопським краєзнавчим музеєм Н. В. Рось, О. В. Євтушенко, Т. М. Радько, Н. П. Верба (чинний директор). У закладі створено колектив фахівців-однодумців, що не лише здійснюють екскурсійну і просвітню діяльність, а й науково-пошукову, в тому числі публікації історико-краєзнавчих матеріалів і розвідок у періодиці, зокрема в місцевій газеті «Конотопський край», у наукових і популярних виданнях і навіть на інтернет-сайтах про Конотоп. Науковим співробітником музею є Голова Конотопського товариства Національної спілки краєзнавців України Ш. М. Акічев.
До 65-річчя Дня Перемоги (2010) у музеї було оновлено експозицію про участь уродженців Конотопщини на фронтах Другої світової війни (1941—1945).
У 2010 році з нагоди 110-ї річниці з дня створення першого музею в місті у Конотопському краєзнавчому музеї імені О. М. Лазаревського пройшли Конотопські читання за участю науковців та краєзнавців з Києва, Сімферополя, Сум, Чернігова, Батурина, Глухова, до цієї дати також був приурочений випуск сучасного проспекту про музей.
На початку листопада 2018 року на музейній стіні був створений мурал із зображенням О. М. Лазаревського.

## Фонди та експозиція
Станом на 2011 у Конотопському міському краєзнавчому музеї імені О. М. Лазаревського зберігалося майже 24 тисячі музейних предметів основного фонду, серед яких колекції флори та фауни, стародавні художні твори західноєвропейського, російського та українського мистецтва, нумізматичні та археологічні зібрання, зразки давньої зброї XVII—XIX століть і періоду Другої світової війни, документи та матеріали, які містять історичні відомості, духовні та матеріальні надбання Конотопщини.
У музеї загалом є 9 залів для відвідання екскурсантами, в тому числі 2 (літо 2011 року) виставкові, зокрема так звана мала виставкова зала, де постійно проводяться виставки і презентації творів місцевих художників та аматорів, приватних осіб, виставки з фондів музею та зібрань інших установ. У 7 залах (станом на червень 2011 року) з постійною експозицією (до 3 тисяч експонатів) розкриваються природні й людські багатства Конотопського краю, висвітлено складну й насичену подіями історію Конотопа і Конотопщини, звитягу місцевого населення у складні історичні періоди, етнографічні й культурні особливості краю, розповідається про славетні постаті, пов'язані з містом і районом, демонструються витвори мистецтва різних епох і країн.

### Постійна експозиція
Постійна експозиція Конотопського міського краєзнавчого музею імені О. М. Лазаревського (на 1 червня 2011 року):
| Зала                                | Стислий опис експозицій | Зображення |
| ----------------------------------- | --- | ---------- |
| Фоє музею                           | У фоє краєзнавчого музею розміщені окремі художні твори мистецтва XIX — початку XX століть. Загалом колекція художнього відділу Конотопського краєзнавчого музею вміщує твори українського, російського та західно-європейського мистецтва XVIII — початку XIX століть і сучасності й налічує 675 робіт живопису, 554 — графіки, 36 — скульптури та 23 ікони. |            |
| Зала природи                        | Розповідає про корисні копалини, рельєф, клімат, ґрунти, водні ресурси, розмаїття флори і фауни Конотопщини. Тут привертають до себе увагу палеонтологічні знахідки: черепи печерного ведмедя, тура, кістки мамута (відомого мамута з Шаповалівки; численні чучела тварин, птахів, колекції комах, гербарії тощо. |            |
| Зала «Історичного минулого краю»    | Висвітлює минувшину Конотопа і Конотопщини від давнини до XVIII століття. Тут можна побачити унікальні знаряддя праці кам'яної доби, доби бронзи, скіфського часу, зброю, прикраси, глиняний посуд різних часів і культур, притаманних краю. Козацьку добу на Конотопщині репрезентують ужиткові речі XVII—XVIII століть, родові реліквії української козацької старшини, монети, документи. Особливу гордість являють видання — Євангеліє-«апракос» 1707 року, рукописний Синодик Крупицького чоловічого монастиря 1683 року.                                                                                                |            |
| Зала історії Конотопа XIX—XX ст.    | Експозиція зали присвячена історичному розвитку Конотопа в XIX — перших десятиліттях XX століття, дає змогу уявити старе місто, побачити його на збільшених копіях світлин, у предметах тогочасного побуту. Наприклад, окремо представлені зразки цегли, що вироблялась на місцевих гончарнях. У цій же залі розгорнуто експозицію, що висвітлює трагічні події у країні і на Конотопщині в перших радянських десятиліттях (1920—30-і роки): сталінські репресії, Голодомор в Україні 1932—33 років. |            |
| Зала видатних діячів Конотопщини    | У залі можна ознайомитись із життям і досягненнями видатних персоналій, пов'язаних з Конотопщиною — О. М. Лазаревський, С. І. Пономарьов, П. І. Прокопович, В. Г. Костенецький, М. І. Драгомиров. У цій же залі представлено експозицію «Тарас Шевченко і Конотопщина», присвячена родині Лазаревських і культурним зв'язкам з Т. Г. Шевченком. Серед унікальних речей у залі — дерев'яна канапа з маєтку Лазаревських, на якій О. М. Лазаревський особисто викарбував На сем месте сидел Т. Г. Шевченко 1859 року, а також 2 рамкових вулика та особисті речі видатного українського бджоляра-винахідника П. І. Прокоповича. |            |
| Зала «Конотопська відьма в образах» | Експозицію (етнографічну за суттю) розгорнуто за повістю Г. Ф. Квітки-Основ'яненка. В експозиції можна побачити рідкісні експонати — жорно, яким випробовували у старовинному Конотопі жінок на чистоту помислів, «літальний механізм», на якому здіймалися у повітря і «долали відстані Явдоха з Миколою Забрьохою». |            |
| Зала «Українська хата»              | Тут відтворено внутрішній інтер'єр традиційного українського житла — хати кінця XIX — початку XX століть. Представлені, зокрема, предмети побуту, одяг, вироби сільських ремісників, знаряддя праці, твори сакрального і примітивного народного мистецтва. У залі в пригоді стануть роз'яснення працівників музею. |            |
| Зала «Друга світова війна»          | У залі демонструється ціла підбірка матеріалів, документів, особистих речей, що розповідають про участь конотоп'ян у роки війни, про діяльність партизанів та підпільників. Експонуються також документи, нагороди й особисті речі Героїв Радянського Союзу з Конотопщини — П. В. Лусти, С. Ф. Проценка та інших. |            |